# Macroscelidinae
Macroscelidinae – podrodzina ssaków z rodziny ryjkonosowatych (Macroscelididae).

## Zasięg występowania
Podrodzina obejmuje gatunki występujące w Afryce.

## Podział systematyczny
Do podrodziny należą następujące plemiona:
- Macroscelidini Bonaparte, 1837
- Elephantulini Dumbacher, Carlen & Rathbun, 2016

Opisano również rodzaje wymarłe nie sklasyfikowane w żadnym z powyższych plemion:
- Hiwegicyon Butler, 1984[5] – jednym przedstawicielem był Hiwegicyon juvenalis Butler, 1984
- Miosengi Grossman & Holroyd, 2009[6] – jednym przedstawicielem był Miosengi butleri Grossman & Holroyd, 2009
- Palaeothentoides Stromer, 1932[7] – jednym przedstawicielem był Palaeothentoides africanus Stromer, 1932
- Pronasilio Butler, 1984[8] – jednym przedstawicielem był Pronasilio ternanensis Butler, 1984.